# Rheinisch-Westindische Kompagnie
Die Rheinisch-Westindische Kompagnie war eine rheinische Handelskompanie für den Überseehandel. Ihr Sitz lag in Elberfeld.
Die Compagnie wurde im März 1821 „zu dem Zweck der Ausfuhr vaterländischer Kunst- und Naturprodukte (…) nach Westindien, Nord- und Südamerika oder auch nach anderen Weltgegenden“ gegründet. Sie war eine Reaktion auf die schwierige wirtschaftliche Lage, die sich im Bergischen Land insbesondere durch die bis 1813 andauernde Kontinentalsperre ergeben hatte. Mit ihrer Gründung sollten die Schwierigkeiten auf den europäischen Märkten durch die Wiederbelebung von Überseegeschäften kompensiert und an die Engländer verloren gegangene Märkte wiedergewonnen werden.
Die maßgebliche Initiative zur Gründung der Kompagnie, die erst die dritte in Preußen gegründete Aktiengesellschaft war, ging von Johann Jacob Aders aus, der in vieljähriger Arbeit die Idee der Kompagnie propagierte und Mitstreiter warb. Er war auch nach der Gründung bis zu seinem Tod 1825 die prägende Persönlichkeit der Gesellschaft. In der von Johann Rütger Brüning geleiteten und von Heinrich Kamp protokollierten Gründungsversammlung am 8. März 1821 kamen 50 Aktionäre aus Elberfeld, Barmen, Schwelm, Wald, Remscheid, Ronsdorf, Rheydt, Gladbach, Hagen und Langenberg zusammen. Als Interessenvertreter der Handelskompanie in den Vereinigten Staaten trat ab 1821 der Wein- und Spirituosenhändler Johann Gottfried Böker auf. 1822 entsandten ihn die Vereinigten Staaten als US-Konsul für die Rheinprovinz und Westfalen nach Preußen.
Wichtige Ausfuhrländer waren, mit wechselnder Bedeutung, Haiti, Mexiko, Argentinien, Chile, Peru und Brasilien. Bei den exportierten Waren standen mengenmäßig Produkte aus Leinen, Zwirn, Wolle, Seide und Halbseide im Vordergrund, gefolgt von Metallprodukten.
Ab dem Jahr 1826 gerieten die Geschäfte der Kompagnie zunehmend in Schwierigkeiten und die Umsätze sanken kontinuierlich. Gründe hierfür waren neben Fehlern in der Geschäftsführung die politischen Konflikte in Südamerika und die sich verschärfende Konkurrenzsituation auf vielen Märkten. 1832 wurde die Liquidation eingeleitet, die sich bis 1843, dem Jahr der letzten Generalversammlung, erstreckte.
Trotz ihrer vergleichsweise kurzen Dauer hat die Rheinisch-Westindische Kompagnie nach Einschätzung von Hans-Joachim Oehm „maßgeblich mit zur Entfaltung des deutschen Überseehandels in der ersten Hälfte des 19. Jahrhunderts beigetragen“.